# Tsunami

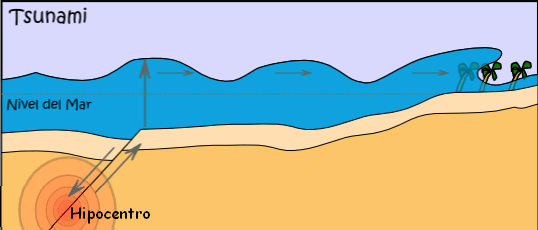
Esquema de un tsunami.

Un tsunami (forma recomendada) o sunami (del japonés 津 [tsu], 'puerto' o 'bahía', y 波 [nami], 'ola'), también llamado maremoto (del latín mare, 'mar', y motus, 'movimiento'), es un evento complejo que involucra un grupo de olas en un cuerpo de agua de gran energía y de tamaño variable que se produce cuando se desplaza verticalmente una gran masa de agua por algún fenómeno extraordinario, por ejemplo, terremotos, erupciones volcánicas, detonaciones nucleares submarinas, deslizamientos de terreno, impacto de meteoritos, etc. A diferencia de las olas oceánicas normales producidas por el viento, y de las mareas, que son generadas por la atracción gravitatoria del Sol y la Luna, un tsunami es generado por el desplazamiento de agua. Los tsunamis con olas excepcionalmente altas se denominan megatsunamis.
Este tipo de olas desplazan una cantidad de agua muy superior a las olas superficiales producidas por el viento. Se calcula que el 75 % de estos fenómenos son provocados por terremotos, en cuyo caso reciben el nombre más correcto y preciso de «tsunamis tectónicos». La energía de un maremoto depende de su altura, de su longitud de onda y de la longitud de su frente. La energía total descargada sobre una zona costera también dependerá de la cantidad de picos que lleve el tren de ondas. Es frecuente que un tsunami que viaja grandes distancias disminuya la altura de sus olas, pero siempre mantendrá una velocidad determinada por la profundidad sobre la cual el tsunami se desplaza. Normalmente, en el caso de los tsunamis tectónicos, la altura de la onda de tsunami en aguas profundas es del orden de un metro, pero la longitud de onda puede alcanzar algunos cientos de kilómetros. Esto es lo que permite que aun cuando la altura en océano abierto sea muy baja, esta altura crezca de forma abrupta al disminuir la profundidad, con lo cual, al disminuir la velocidad de la parte delantera del tsunami, necesariamente crece la altura por transformación de energía cinética en energía potencial. De esta forma, una masa de agua de algunos metros de altura puede resultar destructiva tierra adentro.

## Causas y fenomenología

Animación de una ola en aguas someras.

Antiguamente, el término tsunami se utilizaba para referirse a las olas producidas por huracanes y temporales que podían entrar tierra adentro, pero estas no dejaban de ser olas superficiales producidas por el viento. Tampoco se debe confundir con la ola producida por la marea conocida como macareo. Este es un fenómeno regular y mucho más lento, aunque en algunos lugares estrechos y de fuerte desnivel pueden generarse fuertes corrientes.
La mayoría de los tsunamis son originados por terremotos de gran magnitud bajo la superficie acuática. Para que se origine un tsunami, el fondo marino debe ser movido de manera abrupta en sentido vertical, de modo que una gran masa de agua del océano sea impulsada fuera de su equilibrio normal. Cuando esta masa de agua trata de recuperar su equilibrio genera olas. El tamaño del tsunami estará determinado por la magnitud de la deformación vertical del fondo marino entre otros parámetros como la profundidad del lecho marino. No todos los terremotos bajo la superficie acuática generan tsunamis, sino solo aquellos de gran magnitud, con hipocentro en el punto de profundidad adecuado.
Un tsunami tectónico producido en un fondo oceánico de 5 km de profundidad desplazará toda la columna de agua desde el fondo hasta la superficie. El desplazamiento vertical puede ser tan solo de centímetros; pero, si se produce a la suficiente profundidad, la velocidad será muy alta y la energía transmitida a la onda será enorme. Aun así, en alta mar la ola pasa casi desapercibida, ya que queda camuflada entre las olas superficiales. Sin embargo, destacan en la quietud del fondo marino, el cual se agita en toda su profundidad.
Debido al cinturón de fuego, la zona de sismos más activa del planeta, el océano Pacífico es el lugar más afectado por este tipo de fenómenos. En particular, Japón es el país más golpeado por los tsunamis, a causa de su ubicación geográfica. Por ello, esta área del Pacífico es la única con un sistema de alertas verdaderamente eficaz.[¿según quién?]

### Física de los tsunamis tectónicos
No existe un límite claro respecto de la magnitud necesaria de un sismo como para generar un tsunami. Los elementos determinantes para que ocurra un tsunami son la magnitud del sismo originador, la profundidad del hipocentro y la morfología de las placas tectónicas involucradas. Esto hace que para algunos lugares del planeta se requieran grandes sismos para generar un tsunami, en tanto que para otros baste con sismos de menor magnitud. En otros términos, la geología local, la magnitud y la profundidad focal son parte de los elementos que definen la ocurrencia o no de un tsunami de origen tectónico. A pesar de esto, existen estudios que relacionan la coda de las ondas-p, aunado al perfil de la costa, con la presencia de tsunamis permitiendo mejorar la efectividad de los sistemas de alerta temprana.
La velocidad de las olas puede determinarse a través de la ecuación:
{\displaystyle v={\sqrt {g\cdot D}}},
donde D es la profundidad del agua que está directamente sobre el sismo y g, la gravedad terrestre (9,8 m/s²).
A las profundidades típicas de 4-5 km las olas viajarán a velocidades en torno a los 600 kilómetros por hora o más. Su amplitud superficial o altura de la cresta H puede ser pequeña, pero la masa de agua que agitan es enorme, y por ello su velocidad es tan grande; y no solo eso, pues la distancia entre picos (longitud de onda) también lo es. Es habitual que la longitud de onda de la cadena de olas de un tsunami sea de 100 km, 200 km o más.

Cuando la ola entra en aguas poco profundas, se ralentiza y aumenta su amplitud (altura).

El intervalo de tiempo entre cresta y cresta (período de la onda) puede durar desde menos de diez minutos hasta media hora o más. Cuando la ola entra en la plataforma continental, la disminución drástica de profundidad hace que la  velocidad de la ola disminuya y empiece a aumentar su altura. Al llegar a la costa, la velocidad habrá decrecido hasta unos 50 kilómetros por hora, mientras que la altura ya será de unos 3 a 30 m, dependiendo del tipo de relieve que se encuentre. La distancia entre crestas (longitud de onda L) también se estrechará cerca de la costa.
Debido a que la onda se propaga en toda la columna de agua, desde la superficie hasta el fondo, se puede hacer la aproximación a la teoría lineal de la hidrodinámica. Así, el flujo de energía E se calcula como:
{\displaystyle E={\frac {1}{8}}d\cdot g^{\left(3/2\right)}\cdot H^{2}\cdot h^{\left(1/2\right)}},
siendo 'd' la densidad del fluido.
La teoría lineal predice que las olas conservarán su energía mientras no rompan en la costa. La disipación de la energía cerca de la costa dependerá de las características del relieve marino. La manera como se disipa dicha energía antes de romper depende de la relación H/h. Una vez que llega a tierra, la forma en que la ola rompe depende de la relación H/L. Como L siempre es mucho mayor que H, las olas romperán como lo hacen las olas bajas y planas. Esta forma de disipar la energía es poco eficiente, y lleva a la ola adentrarse en tierra como una gran marea.
A la llegada a la costa la altura aumentará, pero seguirá teniendo forma de onda plana. Se puede decir que hay un trasvase de energía de velocidad a amplitud. La ola se frena pero gana altura. Pero la amplitud no es suficiente para explicar el poder destructor de la ola. Incluso en un tsunami de menos de 5 m los efectos pueden ser devastadores. La ola arrastra una masa de agua mucho mayor que cualquier ola convencional, por lo que el primer impacto del frente de la onda viene seguido del empuje del resto de la masa de agua perturbada que presiona, haciendo que el mar se adentre mucho en tierra. Por ello, la mayoría de los tsunamis tectónicos se asemejan a una poderosa riada, en la cual es el mar el que inunda a la tierra, y lo hace a gran velocidad.
Antes de su llegada, el mar acostumbra a retirarse de la costa, que en caso de fondos relativamente planos, puede llegar a varios centenares de metros, como una rápida marea baja. Desde entonces hasta que llega la ola principal pueden pasar de 5 a 10 minutos, como también existen casos en los que han transcurrido horas para que la marejada llegue a tierra. A veces, antes de llegar la cadena principal de olas del tsunami,  que realmente arrasará la zona, pueden aparecer «micro tsunamis» de aviso. Así ocurrió el 26 de diciembre de 2004 en las costas de Sri Lanka donde, minutos antes de la llegada de la ola fuerte, pequeños tsunamis entraron unos cincuenta metros playa adentro, provocando el desconcierto entre los bañistas antes de que se les echara encima la ola mayor. Según testimonios, «se vieron rápidas y sucesivas mareas bajas y altas, luego el mar se retiró por completo y solo se sintió el estruendo atronador de la gran ola que venía».

En la animación del tsunami del Índico de 2004 se puede observar cómo la onda se curva por los extremos y cómo Bangladés apenas sufre sus efectos, mientras que Sri Lanka, en la dirección de la zona central de la ola, la recibe de lleno.

Debido a que la energía de los tsunamis tectónicos es casi constante, pueden llegar a cruzar océanos y afectar a costas muy alejadas del lugar del suceso. La trayectoria de las ondas puede modificarse por las variaciones del relieve abisal, fenómeno que no ocurre con las olas superficiales. En los tsunamis tectónicos, dado que se producen debido al desplazamiento vertical de una falla, la onda que generan suele ser un tanto especial. Su frente de onda es recto en casi toda su extensión. Solo en los extremos se va diluyendo la energía al curvarse. La energía se concentra, pues, en un frente de onda recto, lo que hace que las zonas situadas justo en la dirección de la falla se vean relativamente poco afectadas, en contraste con las zonas que quedan barridas de lleno por la ola, aunque estas se sitúen mucho más lejos. El peculiar frente de onda es lo que hace que la ola no pierda energía por simple dispersión geométrica, sobre todo en su zona más central. El fenómeno es parecido a una onda encajonada en un canal o río. La onda, al no poder dispersarse, mantiene constante su energía. En un tsunami existe cierta dispersión pero, sobre todo, en las zonas más alejadas del centro del frente de onda recto.

### Dispersión de la energía debido al alargamiento del frente de onda
Hay quienes sostienen que los tsunamis son ejemplos de un tipo especial de ondas no lineales denominadas solitones. 
El fenómeno físico de los solitones fue descrito, en el siglo XIX, por J. S. Russell en canales de agua de poca profundidad, y son observables también en otros lugares. Al respecto se ha expresado que:

...en ríos (de varios metros de altura: mascaret del río Sena o bore del río Severn ) y en estrechos (como en la pycnoclina del estrecho de Gibraltar, donde pueden alcanzar hasta cien metros de amplitud aunque sean apenas perceptibles en la superficie del mar) o en el océano (maremoto es una ola gigantesca en un puerto que ocurre como etapa final de una onda solitaria que ha recorrido de tres a cuatro mil kilómetros a unos ochocientos kilómetros por hora, por ejemplo de Alaska a Hawái).

### Tsunamis con otros tipos de orígenes
Existen otros mecanismos generadores de tsunamis menos corrientes que también pueden producirse por erupciones volcánicas, deslizamientos de tierra, meteoritos, explosiones submarinas y de origen meteorológico conocidos como meteotsunami. Estos fenómenos pueden producir olas enormes, mucho más altas que las de los tsunamis corrientes. De todas estas causas alternativas, la más común es la de los deslizamientos de tierra producidos por erupciones volcánicas explosivas, que pueden hundir islas o montañas enteras en el mar en cuestión de segundos. También existe la posibilidad de desprendimientos naturales tanto en la superficie como debajo de ella. Este tipo de maremotos difieren drásticamente de los maremotos tectónicos.
En primer lugar, la cantidad de energía que interviene. Está el terremoto del océano Índico de 2004, con una energía desarrollada de unos 32.000 MT. Solo una pequeña fracción de esta se traspasará al maremoto. Por el contrario, un ejemplo clásico de este tipo de tsunamis es la explosión del volcán Krakatoa, cuya erupción generó una energía de 300 MT. Sin embargo, se midió una altitud en las olas de hasta 50 m, muy superior a la de las medidas por los tsunamis del océano Índico. La razón de estas diferencias estriba en varios factores. Por una parte, el mayor rendimiento en la generación de las olas por parte de este tipo de fenómenos, menos energéticos pero que transmiten gran parte de su energía al mar. En un seísmo (o sismo), la mayor parte de la energía se invierte en mover las placas. Pero, aun así, la energía de los maremotos tectónicos sigue siendo mucho mayor que la de los mega maremotos. Otra de las causas es el hecho de que un maremoto tectónico distribuye su energía a lo largo de una superficie de agua mucho mayor, mientras que los mega maremotos parten de un suceso muy puntual y localizado. En muchos casos, los mega maremotos también sufren una mayor dispersión geométrica, debido justamente a la extrema localización del fenómeno. Además, suelen producirse en aguas relativamente poco profundas de la plataforma continental. El resultado es una ola con mucha energía en amplitud superficial, pero de poca profundidad y menor velocidad. Este tipo de fenómenos son increíblemente destructivos en las costas cercanas al desastre, pero se diluyen con rapidez. Esa disipación de la energía no solo se da por una mayor dispersión geométrica, sino también porque no suelen ser olas profundas, lo cual conlleva turbulencias entre la parte que oscila y la que no. Eso comporta que su energía disminuya bastante durante el trayecto.

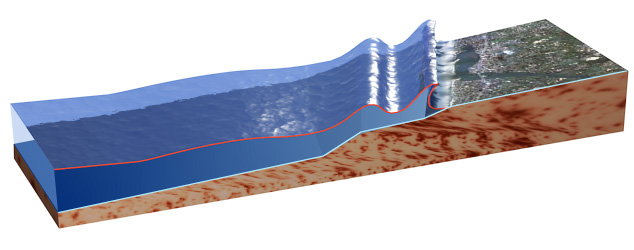
Recreación gráfica de un maremoto aproximándose a la costa

El ejemplo típico de megatsunami es el causado por la caída de un meteorito en el océano. Este evento produciría ondas curvas de gran amplitud inicial, bastante superficiales, que sí tendrían dispersión geométrica y disipación por turbulencia, por lo que, a grandes distancias, quizá los efectos no serían tan dañinos. Una vez más los efectos estarían localizados, sobre todo, en las zonas cercanas al impacto. El efecto es exactamente el mismo que el de lanzar una piedra a un estanque. Evidentemente, si el meteorito fuera lo suficientemente grande, daría igual cuán alejado se encontrara el continente del impacto, pues las olas lo arrasarían de todas formas con una energía inimaginable. Tsunamis apocalípticos de esa magnitud debieron producirse hace 65 millones de años cuando un meteorito cayó en la actual península de Yucatán. Este mecanismo generador es, sin duda, el más raro de todos; de hecho, no se tienen registros históricos de ninguna ola causada por un impacto.
Algunos geólogos especulan que un mega tsunami podría producirse en un futuro próximo (en términos geológicos) cuando se produzca un deslizamiento en el volcán de la parte inferior de la isla de La Palma, en las islas Canarias (cumbre Vieja). Sin embargo, aunque existe esa posibilidad (de hecho algunos valles de Canarias, como el de Güímar, en Tenerife, o el del Golfo, en El Hierro, se formaron por episodios geológicos de este tipo), no parece que eso pueda ocurrir a corto plazo.

## Tsunamis en el pasado
Se conservan muchas descripciones de olas catastróficas en la Antigüedad, especialmente en la zona mediterránea.

### Isla Santorini (ca. 1620a.C.)
Algunos arqueólogos afirman que la desaparición de la civilización minoica  en el siglo XVI a. C. fue debida a un tsunami. Según esta hipótesis, las olas generadas por la explosión de la isla volcánica de Santorini después de destruir por completo la ciudad de Acrotiri, ubicada en ella y uno de los principales puertos minoicos, llegaron a Creta con alturas mayores a los cien metros. Estas olas destruyeron Amnisos, el puerto de Cnosos, e inhabilitaron su flota, los cultivos fueron afectados por la nube de cenizas y los años de hambruna que siguieron debilitaron al gobierno central. Esta catástrofe dejó a los minoicos a merced de las invasiones. La explosión de Santorini pudo ser muy superior a la del volcán Krakatoa. Se ha especulado que la narración platónica de la Atlántida se basa en un recuerdo deformado de este tsunami.

### Golfo de Cádiz
Los investigadores Antonio Rodríguez Ramírez y Juan Antonio Morales González , de los Departamentos de Geodinámica-Paleontología y Geología de la Facultad de Ciencias Experimentales de la Universidad de Huelva, han estudiado abundantes restos de tsunamis en el golfo de Cádiz. Estos estudios se han centrado en el estuario del Tinto-Odiel y en el del Guadalquivir. Las evidencias más antiguas corresponden al Guadalquivir con un episodio del 1500-2000 años antes de nuestra era, afectando a áreas que distan más de 15 km de la costa. En el estuario del Tinto-Odiel aparecen depósitos sedimentarios relacionados con tsunamis históricos del 382-395, 881, 1531 y 1755.
En el 218 a. C. y 210 a. C. hubo un tsunami en la península ibérica. Se tomó el golfo de Cádiz como objeto de estudio principal y se ha llegado a la conclusión de que hubo una gigantesca ruptura de estratos. Un tsunami se hace reconocible por los destrozos impresionantes de los que quedan restos detectables siglos después; estos desastres ambientales de transformación del paisaje costero a través de la paleogeografía se pueden reconstruir. Las ondas de tsunami llegan a zonas donde no llega habitualmente el agua marina y esos restos son los que prueban esas catástrofes. Esta se ha registrado en el estuario del Guadalquivir y en el área de Doñana. Luego el estudio se ha ampliado a la costa atlántica y se ha comparado con las consecuencias paleogeográficas producidas en el gran tsunami y terremoto de Lisboa de 1755.
Este estudio nos señala que existen zonas predispuestas a que haya tsunamis, es decir a sufrir esta expulsión de energía por parte de la naturaleza.

### Tsunami de Alejandría (365 d.C.)
El historiador Amiano Marcelino describió con todo detalle el tsunami que tuvo lugar en Alejandría y devastó la metrópoli y las orillas del Mediterráneo oriental el 21 de julio del 365.

### Valparaíso (1730)
A las 04:45 del 8 de julio de 1730, toda el área central de Chile fue remecida por un fuerte terremoto que causó daños en Valparaíso, La Serena, Coquimbo, Illapel, Petorca y Tiltil. El tsunami resultante afectó alrededor de 1000 km de costa. Por primera vez en su historia, el puerto de Valparaíso fue inundado y severamente dañado. En las partes bajas de El Almendral todas las casas, fortificaciones y bodegas fueron destruidas por la inundación. También inundó el sector cubierto hoy en día por la avenida Argentina, llegando hasta los pies de Santos Ossa.
El terremoto y tsunami de 1730 inundó Valparaíso, arrasó Concepción, hizo retroceder las aguas del río Valdivia e incluso llegó a Perú. El tsunami también cruzó el océano Pacífico hasta Japón, donde inundó casas y campos de arroz en la península de Oshika en Sendai.

### Callao (1746)
El 28 de octubre de 1746 ocurrió un fuerte terremoto en toda la costa central del Perú, que tuvo su epicentro en el mar frente a Lima y el Callao, El fuerte sismo fue causado por el proceso normal de subducción de la Placa de Nazca bajo la Placa Sudamericana. Unos treinta minutos después del sismo se produjo un tsunami con olas de 10 a 15 metros de altura que inundaron y destruyeron el Puerto del Callao. Casi todos los habitantes de la ciudad que en esa época era de unos 5000 aproximadamente perecieron en este desastre. Puesto que el agua avanzó cerca de 1 legua o 5.57 km tierra adentro, aun alcanzó a aquellos que trataban de huir hacia Lima. solo 200 personas lograron salvarse aferrándose a objetos de madera y fueron lanzados entre el área de la costa y la isla San Lorenzo, a una distancia de hasta 8 km. De los 23 barcos anclados en el puerto, 19 se hundieron y 4 fueron llevados tierra adentro.   
Cuando el mar retrocedió la mayoría de las casas y edificios fueron arrancados de sus cimientos y llevados por las aguas, además dejaron expuestos los cadáveres, algunos desechos, resultado de la violencia de las aguas. Una gran parte de las murallas de la ciudad, incluyendo la puerta, fueron arrastradas también. A eso de las 04:00 del día siguiente, el Callao fue nuevamente inundado por otra ola. La máxima altura de inundación fue estimada en 24 metros, en el área de la costa verde. El maremoto llegó hasta Concepción (Chile); y en Acapulco (México),
Después de la tragedia, el mar nunca volvió a su límite anterior, es decir, gran parte del Callao se hundió.

### Lisboa (1755)

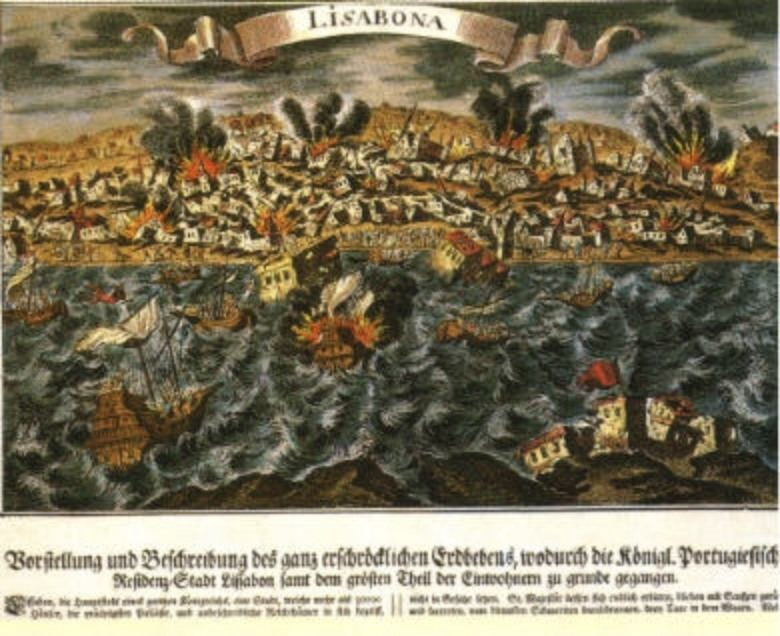
Terremoto de Lisboa de 1755

El denominado terremoto de Lisboa de 1755, ocurrido el 1 de noviembre de dicho año, y al que se ha atribuido una magnitud de 9 en la escala de Richter (no comprobada ya que no existían sismógrafos en la época), tuvo su epicentro en la falla Azores-Gibraltar, a 37° de latitud norte y 10° de longitud oeste (a 800 km al suroeste de la punta sur de Portugal). Además de destruir Lisboa y hacer temblar el suelo hasta Alemania, el terremoto produjo un gran maremoto que afectó a todas las costas atlánticas. Entre treinta minutos y una hora después de producirse el sismo, olas de entre 6 y 20 metros sobre el puerto de Lisboa y sobre ciudades del suroeste de la península ibérica mataron a millares de personas y destruyeron poblaciones. 
Más de un millar de personas perecieron solamente en Ayamonte y otras tantas en Cádiz; numerosas poblaciones en el Algarve resultaron destruidas y las costas de Marruecos y Huelva quedaron gravemente afectadas. Antes de la llegada de las enormes olas, las aguas del estuario del Tajo se retiraron hacia el mar, mostrando mercancías y cascos de barcos olvidados que yacían en el lecho del puerto.
Las olas se propagaron, entre otros lugares, hasta las costas de Martinica, Barbados, América del Sur y Finlandia.

### Krakatoa (1883)

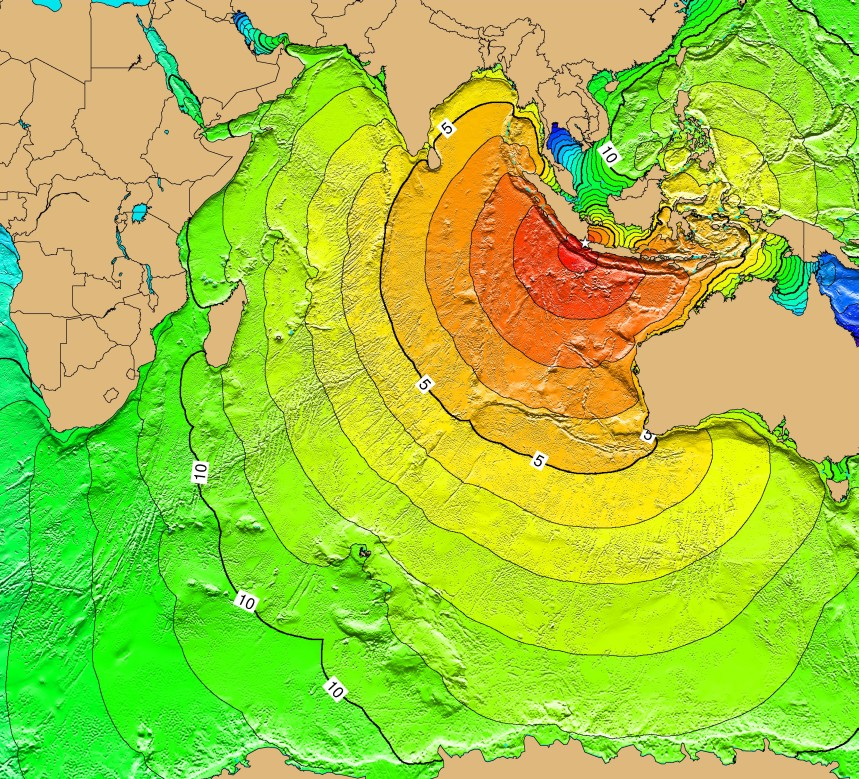
Mapa del tsunami generado por la explosión del volcán Krakatoa en Indonesia el 27 de agosto de 1883. Produjo una ola de 30 metros en el estrecho de Sunda que mató a unas 36.000 personas.

El 27 de agosto de 1883 a las diez y cinco (hora local), la descomunal explosión del volcán Krakatoa, que hizo desaparecer al citado volcán junto con aproximadamente el 45% de la isla que lo albergaba, produjo una ola de entre 15 y 42 metros de altura, según las zonas, que acabó con la vida de aproximadamente 30 000 personas.
La unión de magma oscuro con magma claro en el centro del volcán fue lo que originó dicha explosión. Pero no solo las olas mataron ese día. Enormes coladas piroclásticas viajaron incluso sobre el fondo marino y emergieron en las costas más cercanas de Java y Sumatra, haciendo hervir el agua y arrasando todo lo que encontraban a su paso. Asimismo, la explosión emitió a la estratosfera gran cantidad de aerosoles, que provocaron una bajada global de las temperaturas. Además, hubo una serie de erupciones que volvieron a formar un volcán, que recibió el nombre de Anak Krakatoa, es decir, ‘el hijo del Krakatoa’.

### Mesina (1908)

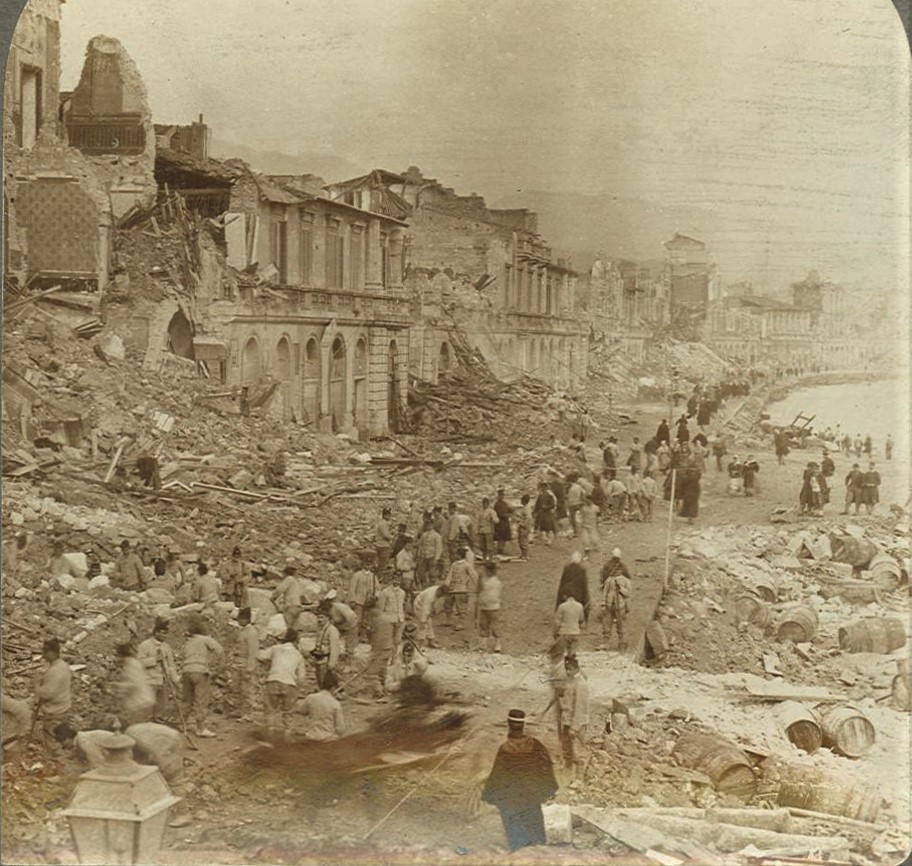
Trabajos de reconstrucción tras el terremoto y tsunami de Mesina de 1908

En la madrugada del 28 de diciembre de 1908 se produjo un terrible terremoto en las regiones de Sicilia y de Calabria, en el sur de Italia. Fue acompañado de un tsunami que arrasó completamente la ciudad de Mesina, en Sicilia.
La ciudad quedó totalmente destruida y tuvo que ser levantada de nuevo en el mismo lugar. Se calcula que murieron cerca de 70.000 personas en la catástrofe (200.000 según estimaciones de la época).
La ciudad contaba entonces con unos 150.000 habitantes. También la ciudad de Regio de Calabria, situada al otro lado del estrecho de Mesina, sufrió importantes consecuencias. Fallecieron unas 15.000 personas, sobre una población total de 45.000 habitantes.

### Océano Pacífico (1946)

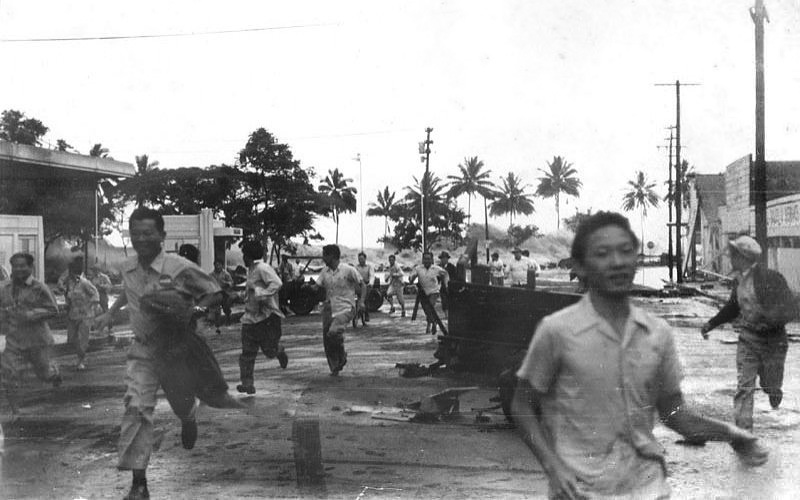
Personas huyendo del tsunami que se aproxima en Hilo, Hawái.

El 1 de abril de 1946, un terremoto en el océano Pacífico de magnitud 8,6 provocó un maremoto que acabó con 173 vidas en Hawái y Alaska. Este maremoto hizo que los estados de la zona del Pacífico creasen un sistema de alertas, el cual entró en funcionamiento en 1949.

### Alaska (1958)
El 9 de julio de 1958, en la bahía Lituya, al noreste del golfo de Alaska, un fuerte sismo, de 8,3 grados en la escala de Richter, hizo que se derrumbara prácticamente una montaña entera, generando una pared de agua que se elevó sobre los 580 metros, convirtiéndose en la ola más grande de la que se tenga registro, llegando a calificarse el suceso de megatsunami.

### Valdivia (1960)

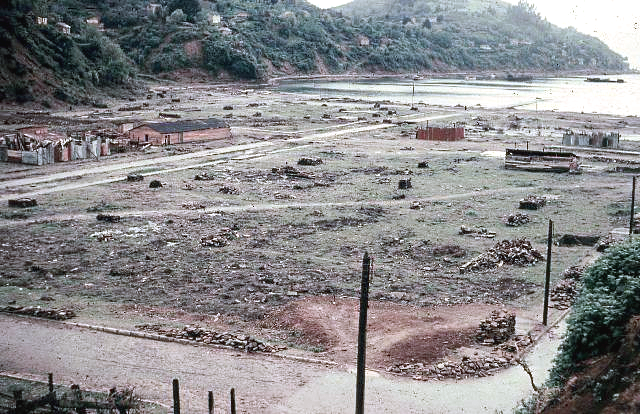
El centro de Corral fue casi completamente destruido como consecuencia del maremoto del 22 de mayo de 1960

El terremoto de Valdivia (también llamado el Gran Terremoto de Chile), ocurrido el 22 de mayo de 1960, es el sismo de mayor magnitud registrado hasta ahora por sismógrafos a nivel mundial. Se produjo a las 15:11 (hora local), tuvo una magnitud de 9,5 en la escala de Richter y una intensidad de XI a XII en la escala de Mercalli, y afectó al sur de Chile. Su epicentro se localizó en Valdivia, a los 39,5° de latitud sur y a 74,5° de longitud oeste; el hipocentro se localizó a 35 km de profundidad, aproximadamente 700 km al sur de Santiago. El sismo causó un maremoto que se propagó por el océano Pacífico y devastó Hilo a 10 000 km del epicentro, como también las regiones costeras de Sudamérica. El número total de víctimas fatales causadas por la combinación de terremoto y maremoto se estima en 3000.
En los minutos posteriores un maremoto arrasó lo poco que quedaba en pie. El mar se recogió por algunos minutos y luego una gran ola se levantó acabando a su paso con casas, animales, puentes, botes y, por supuesto, muchas vidas humanas.
Cuando el mar se recogió varios metros, la gente pensó que el peligro había pasado y en vez de alejarse caminaron hacia las playas, recogiendo pescados, moluscos y otros residuos marinos. Para el momento en que se percataron de la gran ola, ya era demasiado tarde.
Como consecuencia del terremoto se originó un tsunami que arrasó con algunos lugares de las costas de Japón (142 muertes y daños por 50 millones de dólares), Hawái (61 fallecimientos y 75 millones de dólares en daños), Filipinas (32 víctimas y desaparecidos). La costa oeste de Estados Unidos también registró un maremoto, que provocó daños por más de medio millón de dólares estadounidenses.

### Colombia (1979)
Un terremoto importante de magnitud 8,1 grados Richter ocurrió a las 02:59 del 12 de diciembre de 1979 a lo largo de la costa pacífica de Colombia y el Ecuador. El terremoto y tsunami asociado fueron responsables de la destrucción de por lo menos seis municipios de pesca y de la muerte de centenares de personas en el departamento de Nariño en Colombia. El terremoto se sintió en Bogotá, Pereira, Cali, Popayán, Buenaventura, Medellín y otras ciudades y partes importantes en Colombia, y en Guayaquil, Esmeraldas, Quito y otras partes de Ecuador. El tsunami de Tumaco causó, al romper contra la costa, gran destrucción en la ciudad de Tumaco y las poblaciones de El Charco, San Juan, Mosquera y Salahonda en el Pacífico colombiano. Este fenómeno dejó un saldo de 259 muertos, 798 heridos y 95 desaparecidos.

### Nicaragua (1992)
Un terremoto ocurrido en las costas del Pacífico de Nicaragua, de entre 7,2 y 7,8 grados en la escala de Richter, el 2 de septiembre de 1992, provocó un tsunami con olas de hasta 10 metros de altura, que azotó gran parte de la costa del Pacífico de este país, provocando más de 170 muertos y afectando a más de 40.000 personas, en al menos una veintena de comunidades, entre ellas San Juan del Sur.

### Hokkaido (1993)
Un tsunami imprevisto ocurrió a lo largo de la costa de Hokkaido en Japón, como consecuencia de un terremoto, el 12 de julio de 1993. Como resultado, 202 personas de la pequeña isla de Okushiri perdieron la vida, y centenares resultaron heridas.
Este maremoto provocó que algunas oficinas cayeran en quiebras. 
Las olas adquirieron una altura de 31 metros, pero solo atacaron a esta isla.

### Océano Índico (2004)

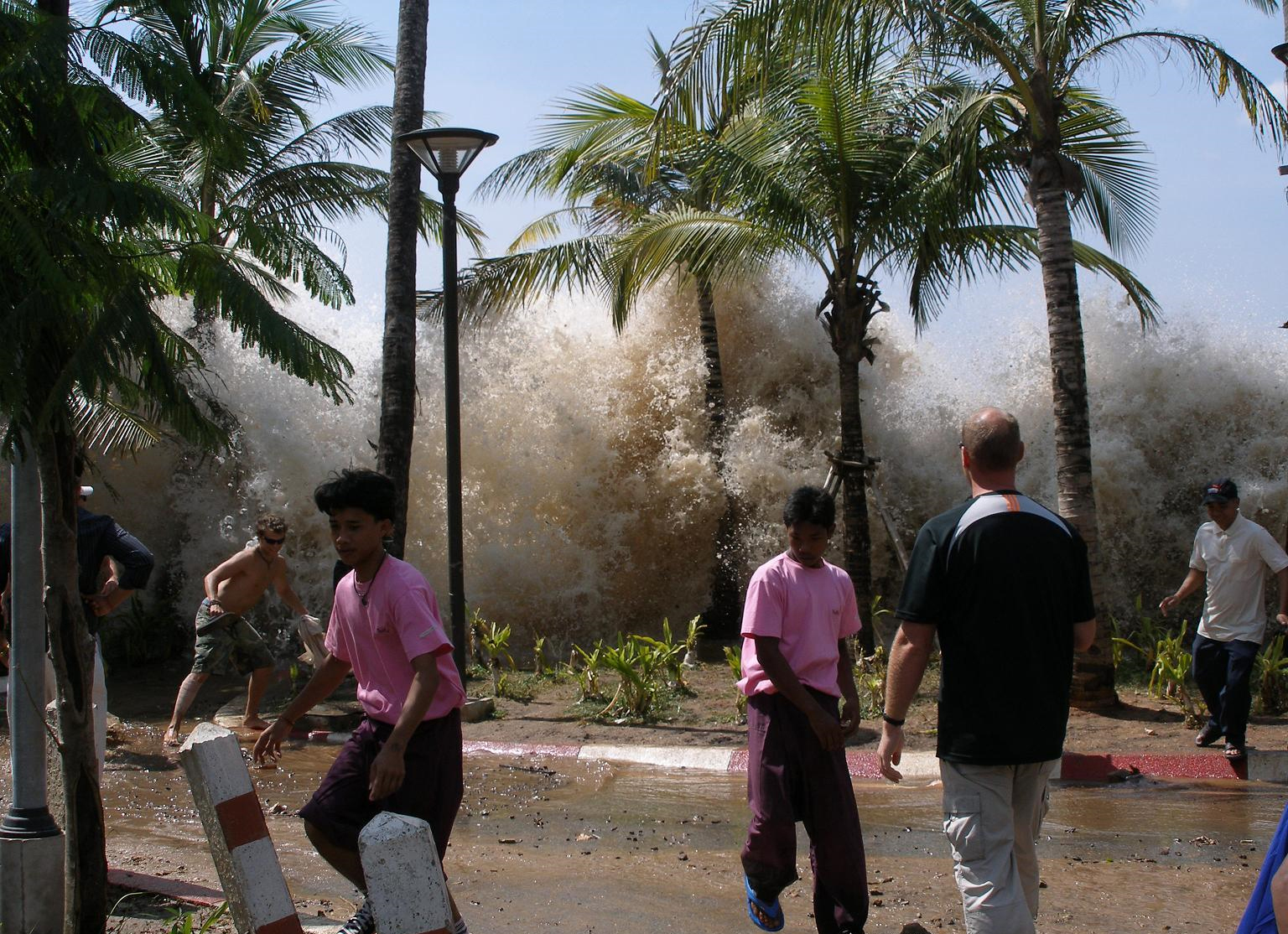
Tsunami provocado por el terremoto del océano Índico de 2004 golpeando en Tailandia.

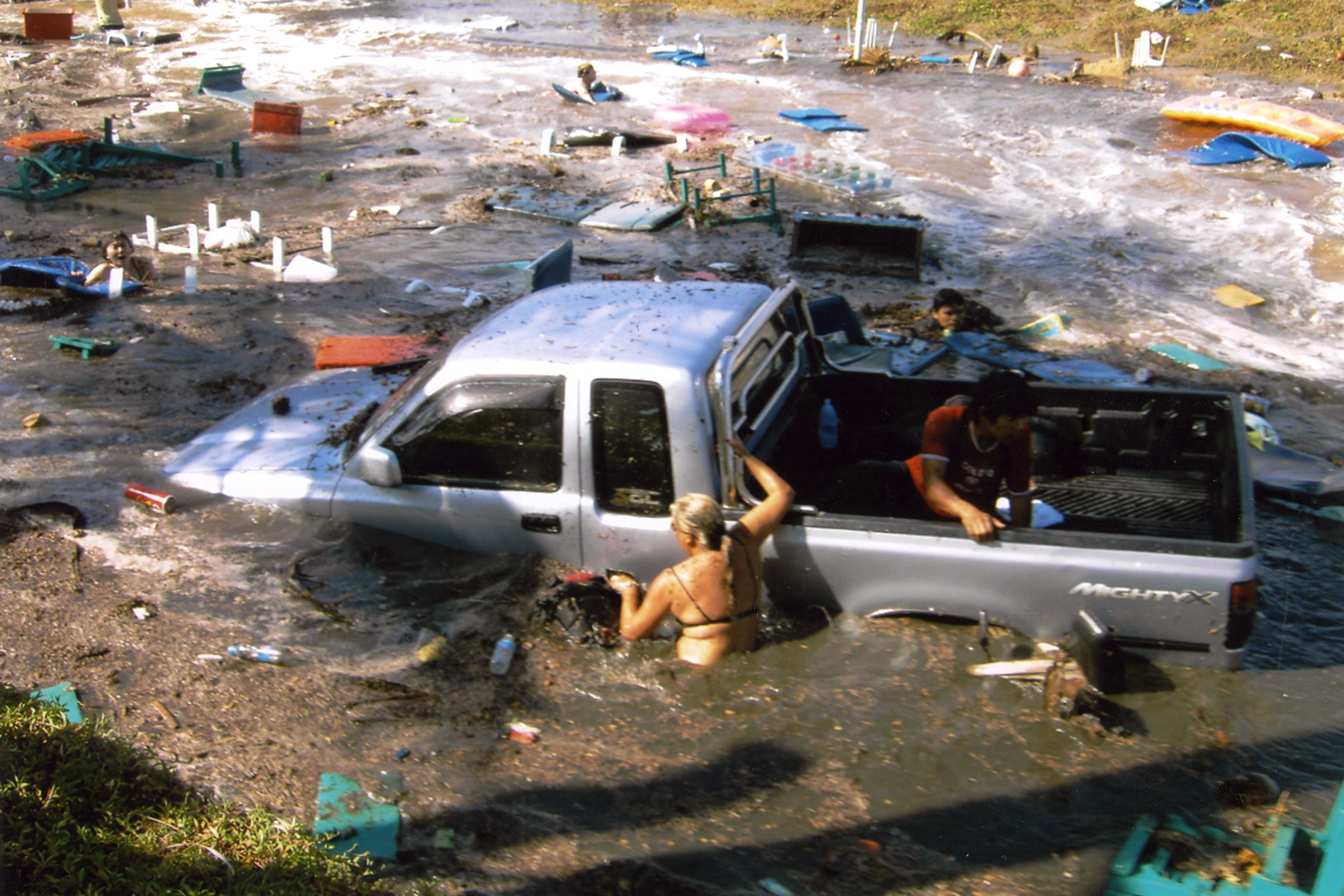
Personas tratando de sobrevivir al tsunami en Khao Lak (Tailandia).

Hasta la fecha, el tsunami más devastador ocurrió el 26 de diciembre de 2004 en el océano Índico, con un número de víctimas directamente atribuidas al tsunami de aproximadamente 280.000 personas. Las zonas más afectadas fueron Indonesia y Tailandia, aunque los efectos destructores alcanzaron zonas situadas a miles de kilómetros: Bangladés, India, Malasia, las Maldivas, Sri Lanka e incluso Somalia, en el este de África. Esto dio lugar a la mayor catástrofe natural ocurrida desde el Krakatoa, en parte debido a la falta de sistemas de alerta temprana en la zona, quizás como consecuencia de la poca frecuencia de este tipo de sucesos en esta región.

Animación del tsunami de 2004 en el Océano Índico.

El terremoto fue de 9,3: el segundo más poderoso tras el terremoto de Valdivia (Chile) de 1960 (9,5). En Banda Aceh formó una pared de agua de 10 o 18 m de altura penetrando en la isla 1 o 3 km desde la costa al interior; solo en la isla de Sumatra murieron 228.440 personas o más. Sucesivas olas llegaron a Tailandia, con olas de 15 metros que mataron a 5.388 personas; en la India murieron 10.744 personas y en Sri Lanka, hubo 30.959 víctimas. 
Este tremendo tsunami fue debido además de a su gran magnitud (9,1), a que el epicentro estuvo solo a 9 km de profundidad, y a que la rotura de la placa tectónica fue de 1600 km de longitud (600 km más que en el terremoto de Chile de 1960).

### Chile Central y Sur (2010)

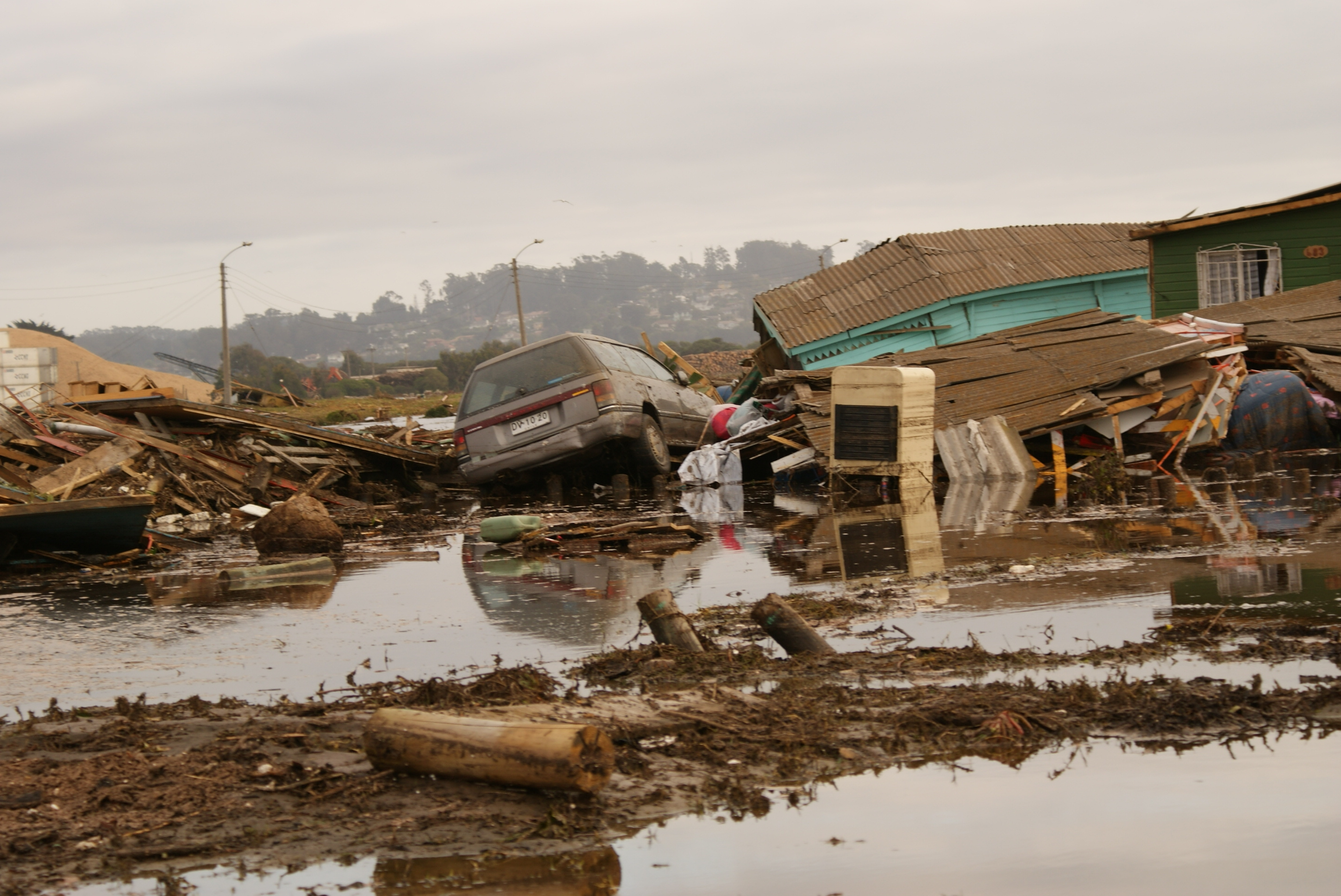
Efectos del maremoto en las costas chilenas.

El terremoto de Chile de 2010 fue un fuerte sismo ocurrido a las 3:34:17 hora local (UTC-3), del 27 de febrero de 2010, que alcanzó una magnitud de 8,8 MW de acuerdo al Servicio Sismológico de Chile y al Servicio Geológico de Estados Unidos. El epicentro se ubicó en la costa frente a la localidad de Cobquecura, aproximadamente 150 km al noroeste de Concepción y a 63 km al suroeste de Cauquenes, y a 47,4 km de profundidad bajo la corteza terrestre.
Un fuerte tsunami impactó las costas chilenas como producto del terremoto, destruyendo varias localidades ya devastadas por el impacto telúrico. El Archipiélago de Juan Fernández, pese a no sentir el sismo, fue impactado por las marejadas que arrasaron con su único poblado, San Juan Bautista, en la Isla Robinson Crusoe. La alerta de tsunami generada para el océano Pacífico se extendió posteriormente a 53 países ubicados a lo largo de gran parte de su cuenca, llegando a las costas de la Antártida, Colombia, Costa Rica, Ecuador, Nicaragua, Honduras, Hawái, Nueva Zelanda, Panamá, Perú y la Polinesia Francesa.
El sismo es considerado como el segundo más fuerte en la historia del país y uno de los diez más fuertes registrados por la humanidad. solo es superado a nivel nacional por el cataclismo del terremoto de Valdivia de 1960, el de mayor intensidad registrado mediante sismómetros. El sismo chileno fue 31 veces más fuerte y liberó cerca de 178 veces más energía que el devastador terremoto de Haití ocurrido el mes anterior. La energía liberada fue cercana a 100 000 bombas atómicas como la liberada en Hiroshima en 1945.

### Japón (2011)

El tsunami impactando en Miyako.

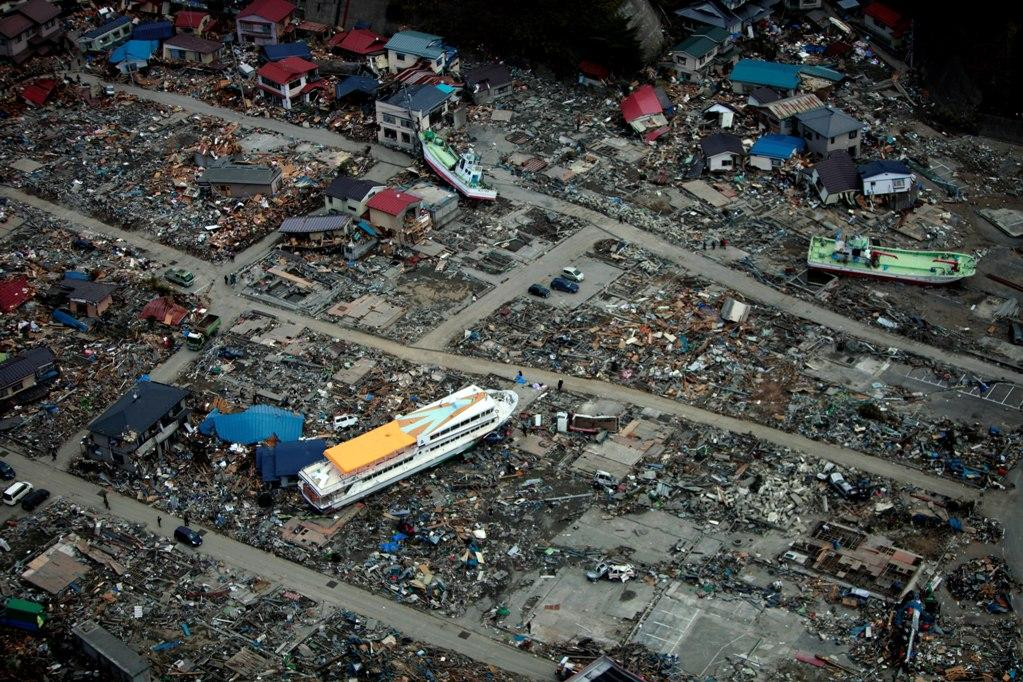
Vista de Miyako tras el terremoto y el posterior tsunami de 2011.

El 11 de marzo de 2011 un terremoto magnitud 9.0 en la escala de Richter golpeó Japón. El terremoto liberó una cantidad de energía superficial calculada en 1,9 ± 0,5×1017 julios, que se disipó en forma de temblor y la energía que generó el tsunami; esa energía es casi el doble comparada con el terremoto de 9,1 del 2004 en el océano Índico.  La energía total liberada, también conocido como el "momento sísmico" (M0), fue de más 200 000 veces la energía de superficie y fue calculada por el USGS en 3.9×1022 joules, ligeramente menor que el terremoto del 2004 en el océano Índico. Esto es equivalente a 9320 gigatoneladas de TNT, o aproximadamente 600 millones de veces la energía de la bomba nuclear de Hiroshima.
Tras el sismo se generó una alerta de maremoto (tsunami) para la costa pacífica del Japón y otros países, incluidos Nueva Zelanda, Australia, Rusia, Guam, Filipinas, Indonesia, Papúa Nueva Guinea, Nauru, Hawái, islas Marianas del Norte, Estados Unidos, Taiwán, América Central, México y las costas de América del Sur, especialmente Chile, Colombia, Ecuador y Perú. La alerta de tsunami emitida por el Japón fue la más grave en su escala local de alerta, lo que implica que se esperaba una ola de 10 metros de altura. La agencia de noticias Kyodo informó que un tsunami de 4 m de altura había golpeado la Prefectura de Iwate en Japón. Se observó un tsunami de 10 metros de altura en el aeropuerto de Sendai, en la prefectura de Miyagi, que quedó inundado, con olas que barrieron coches y edificios a medida que se adentraban en tierra.
Se habrían detectado, horas más tarde, alrededor de 105 réplicas del terremoto, una alerta máxima nuclear y 1000 veces más radiación de lo que producía el Japón mismo debido a los incendios ocasionados en una planta atómica. Se temía más tarde una posible fuga radiactiva.
Finalmente el tsunami azotó las costas de Hawái y toda la costa sudamericana con daños mínimos gracias a los sistemas de alerta temprana liderados por el Centro de Alerta de Tsunamis del Pacífico.

### Indonesia (2018)
El 28 de septiembre de 2018, un tsunami causado por un sismo de magnitud 7,0 en la escala de Richter arrasó con varias zonas costeras de Indonesia, dejando un total de 4300 fallecidos.

### Erupción del Anak Krakatoa (2018)
En Indonesia, el 22 de diciembre de 2018, el volcán Anak Krakatoa entró en erupción, provocando un tsunami que dejó más de 400 fallecidos.

### Península de Kamchatka (2025)
En Rusia, concretamente en la costa de la península de Kamchatka, un terremoto de intensidad 8,8 sucedido el 30 de julio de 2025 provocó un tsunami de olas de entre 1 a 5 metros a lo largo de numerosos países del océano Pacífico.

## Sistemas de alerta

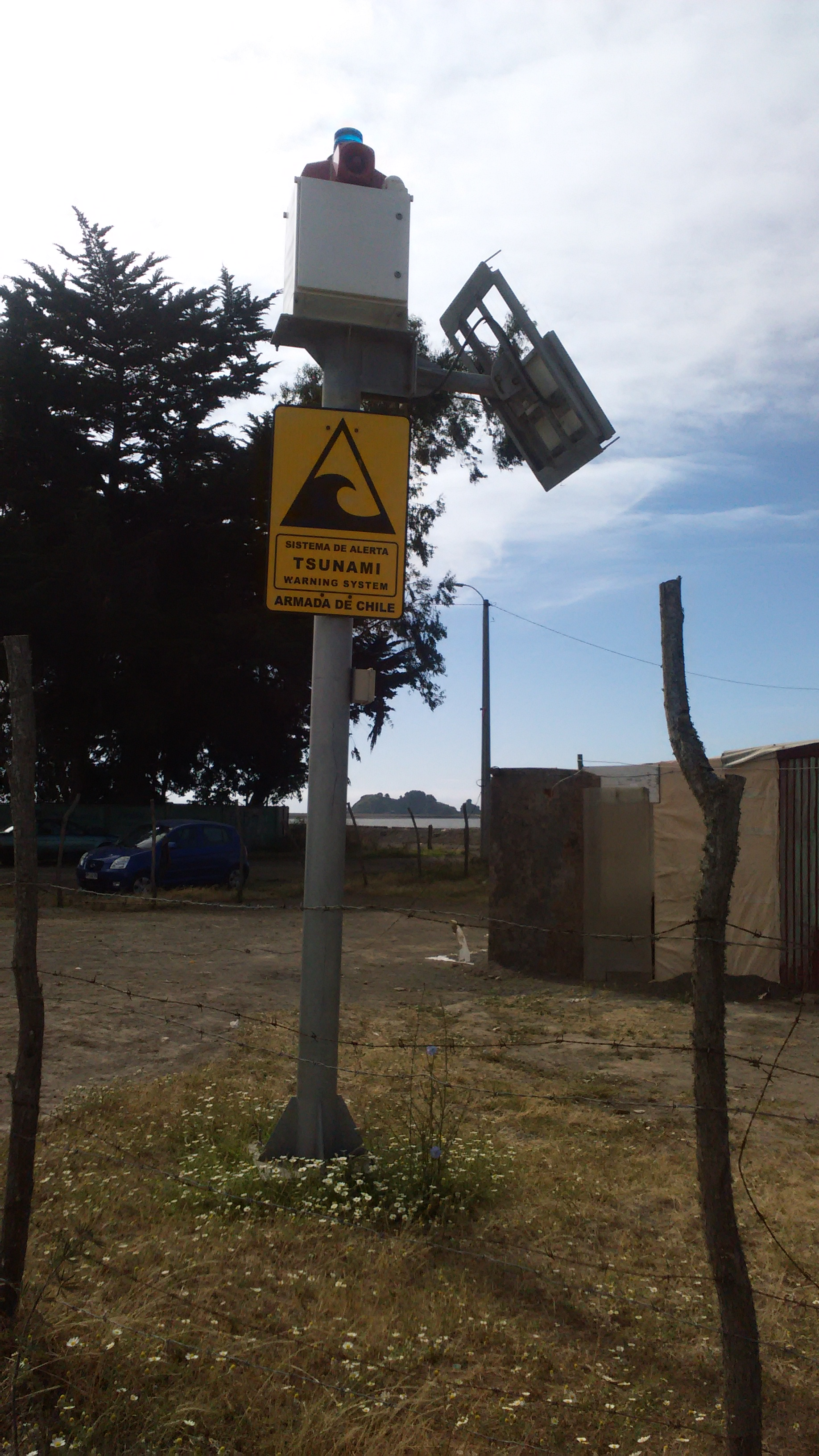
Instrumento que avisa a la población en caso de inminente maremoto, en una playa de Concepción, Chile.

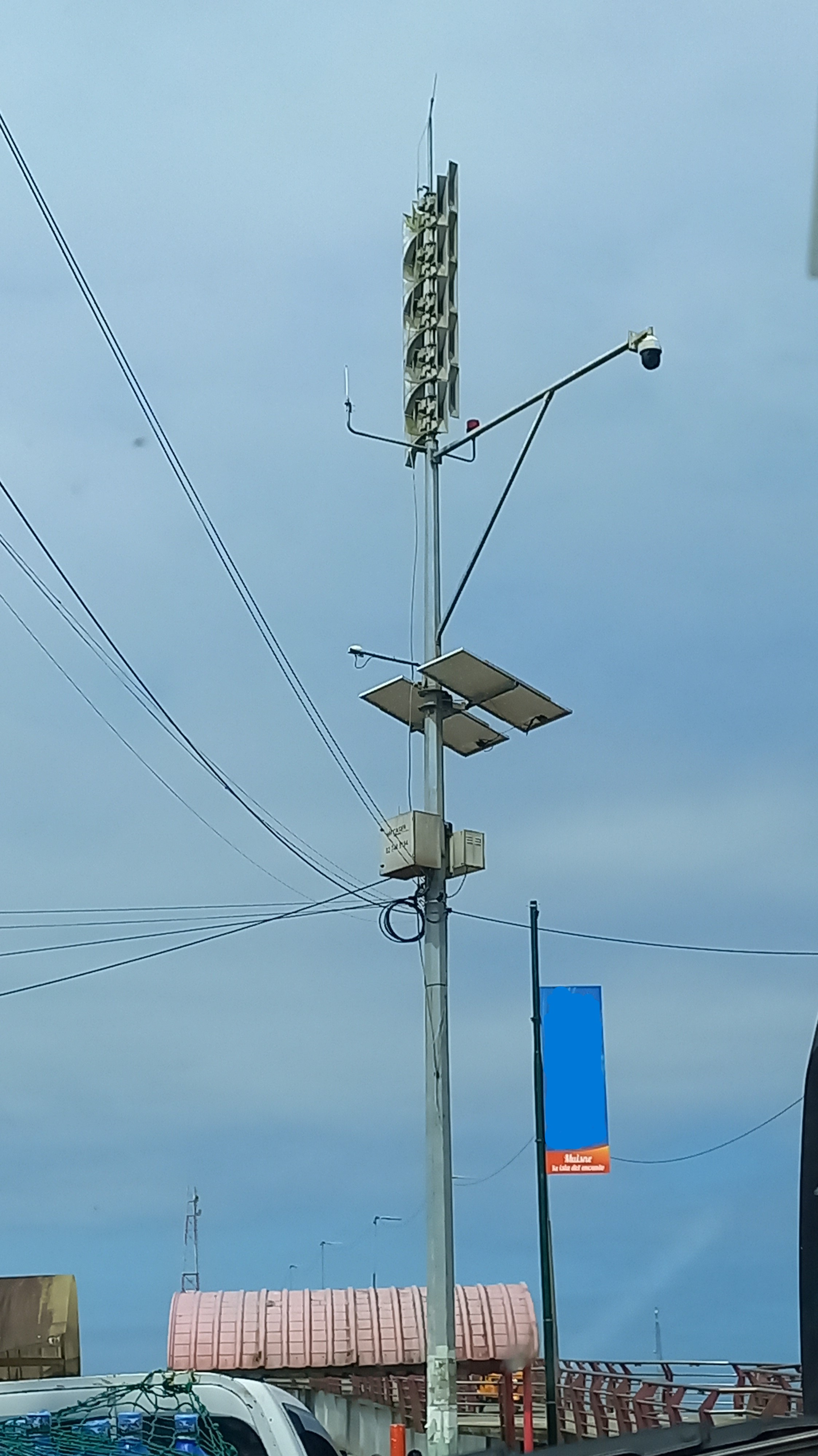
Sirena SAT del Ecuador en Muisne, Esmeraldas. El país cuenta con este sistema de alertas en todas sus costas y en Galápagos. Se divide en dos tipos: Para tsunamis y contra inundaciones en ríos.

Muchas ciudades alrededor del Pacífico, sobre todo en Chile, Ecuador, Estados Unidos, Japón, México, Nueva Zelanda y Perú disponen de sistemas de alarma y planes de evacuación en caso de tsunamis. Diversos institutos sismológicos de diferentes partes del mundo se dedican a la previsión de tsunamis, y la evolución de éstos es monitorizada por satélites. El primer sistema, bastante rudimentario, para alertar de la llegada de un tsunami fue puesto a prueba en Hawái en los años veinte. Posteriormente se desarrollaron sistemas más avanzados debido a los tsunamis del 1 de abril de 1946 y el 22 de mayo de 1960, que causaron una gran destrucción en Hilo (Hawái). Los Estados Unidos crearon el Centro de Alerta de Tsunamis del Pacífico (Pacific Tsunami Warning Center) en 1949, que pasó a formar parte de una red mundial de datos y prevención en 1965.

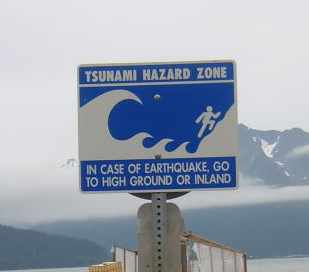
Señal que avisa del peligro de tsunami, en la península de Seward (Alaska).

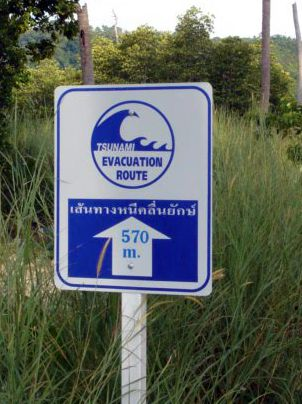
Señal de evacuación en la isla Ko Phi Phi Don, Tailandia

Uno de los sistemas para la prevención de tsunamis es el proyecto CREST (Consolidated Reporting of Earthquakes and Seaquakes) (Información Consolidada sobre Terremotos y Maremotos), que es utilizado en la costa noroeste estadounidense (Cascadia), en Alaska y en Hawái por el Servicio Geológico de los Estados Unidos, la National Oceanic and Atmospheric Administration (la Administración Nacional Oceánica y Atmosférica de EE. UU.), la red sismográfica del noreste del Pacífico y otras tres redes sísmicas universitarias.
La predicción de tsunamis sigue siendo poco precisa. Aunque se puede calcular el epicentro de un gran terremoto subacuático y el tiempo que puede tardar en llegar un tsunami, es casi imposible saber si ha habido grandes movimientos del suelo marino, que son los que producen tsunamis. Como resultado de todo esto, es muy común que se produzcan alarmas falsas. Además, ninguno de estos sistemas sirve de protección contra un tsunami imprevisto.

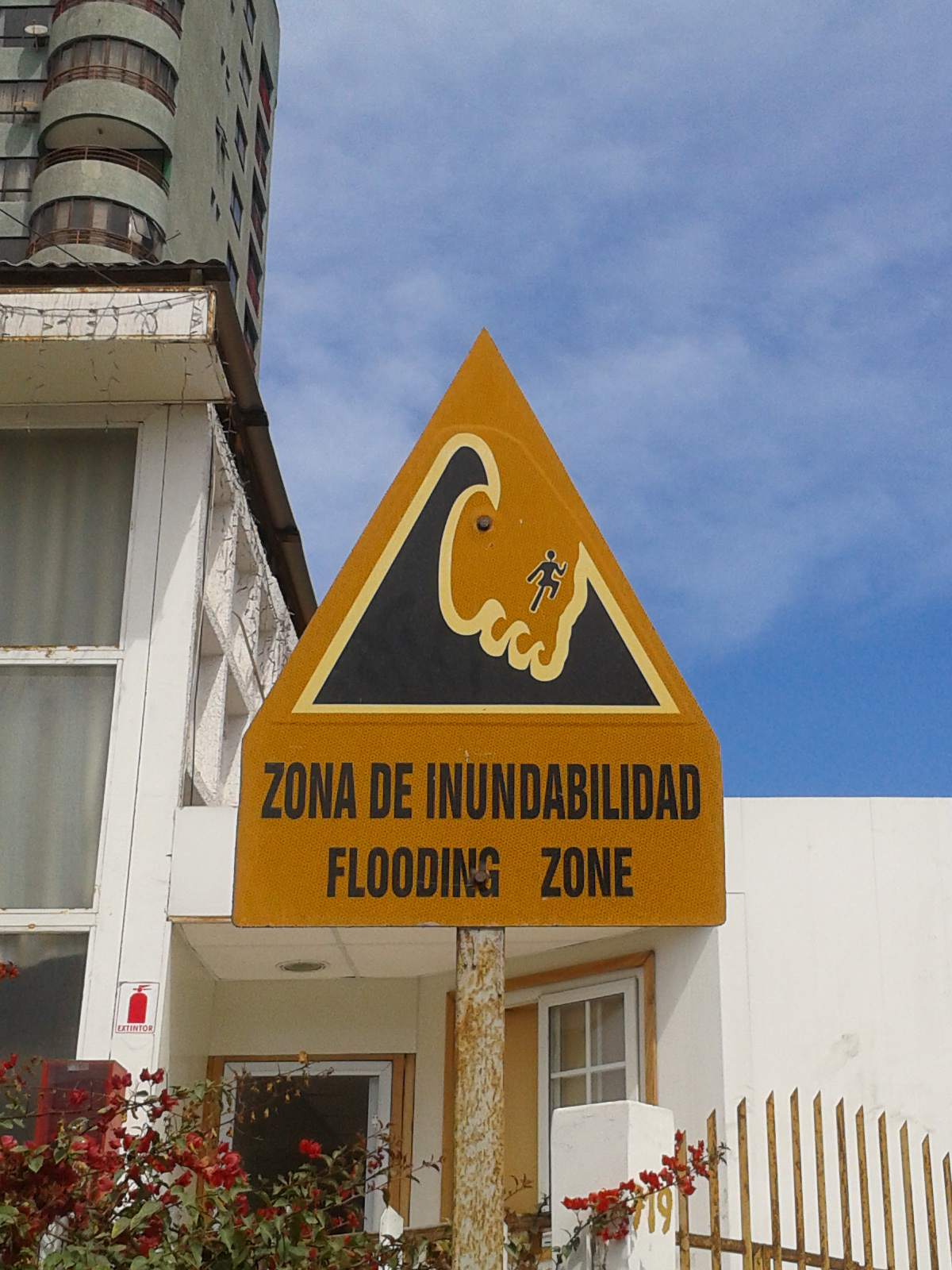
Señal que indica zona de amenaza ante un tsunami en la península de Cavancha en Iquique, Chile.

A pesar de todo, los sistemas de alerta no son eficaces en todos los casos. En ocasiones el terremoto generador puede tener su epicentro muy cerca de la costa, por lo que el lapso entre el sismo y la llegada de la ola será muy reducido. En este caso, las consecuencias son devastadoras, debido a que no se cuenta con tiempo suficiente para evacuar la zona y el terremoto por sí mismo ya ha generado una cierta destrucción y caos previo, lo que hace que resulte muy difícil organizar una evacuación ordenada. Este fue el caso del tsunami de 2004 pues, aun contando con un sistema adecuado de alerta en el océano Índico, quizá la evacuación no habría sido lo suficientemente rápida.

## Prevención y mitigación

### Barreras naturales
Un informe publicado por el PNUE sugiere que el tsunami del 26 de diciembre de 2004 provocó menos daños en las zonas en que existían barreras naturales, como los manglares, los arrecifes coralinos o la vegetación costera. Un estudio japonés sobre este tsunami en Sri Lanka estableció cuáles son los parámetros de resistencia costera más importantes, en función de las diferentes clases de árboles con ayuda de una modelización sobre imágenes satelitales.

### Barreras artificiales
En algunos países con riesgo de tsunamis se tomaron medidas de ingeniería sísmica, con el objetivo de reducir los daños causados en las costas.
En Japón, lugar donde la ciencia de los tsunamis y las medidas de respuesta hacia los mismos comenzaron a investigarse luego de un desastre en 1896, se producen medidas defensivas y planes de respuesta cada vez más detallados. En el país se construyeron numerosos paredones anti-tsunami de hasta 12 metros de alto para proteger a la población de áreas costeras. Otras localidades, como Fudai y Kamaishi, construyeron compuertas de hasta 15,5 metros de altura, así como canales para redirigir el agua de los tsunamis. A pesar de esto, su efectividad fue cuestionada ya que los tsunamis han rebalsado frecuentemente por sobre estas barreras, creando una falsa sensación de seguridad.
El desastre de la central nuclear de Fukushima Daiichi fue provocado directamente por el terremoto y tsunami de Japón de 2011, cuando las olas superaron la altura de las barreras que protegían al recinto. La prefectura de Iwate, un área con alto riesgo de tsunami, tenía una barrera anti-tsunami denominada rompeolas Tarō (田老防波堤 Tarō bōhatei?), la cual medía 25 km en su trayectoria adyacente a las ciudades costeras. Más de la mitad de esta barrera fue destruida por al tsunami de 2011, causando daños catastróficos.
El tsunami de Okushiri, perteneciente a Hokkaidō, que arrasó con la isla dos a cinco minutos después del terremoto del 12 de julio de 1993, ocasionó olas de hasta 30 metros, o la misma altura que un edificio de 10 pisos. La ciudad puerto de Aonae (青苗村 Aonae-mura?) estaba rodeada completamente por un paredón anti-tsunami, pero aun así las olas superaron la barrera, destruyendo todas las estructuras de madera en el área. La estructura tal vez sirvió para ralentizar o limitar la altura del tsunami, pero no logró prevenir los daños y muertes ocasionados por el desastre.

## Diferencias entre tsunamis y marejadas
Las marejadas se producen habitualmente por la acción del viento sobre la superficie del agua, sus olas suelen presentar una ritmicidad de 20 segundos, y suelen propagarse unos 150 m tierra adentro, como máximo total, tal y como observamos en los temporales o huracanes. De hecho, la propagación se ve limitada por la distancia, de modo que va perdiendo intensidad al alejarnos del lugar donde el viento la está generando.
Un tsunami, en cambio, presenta un comportamiento opuesto, ya que el brusco movimiento del agua desde la profundidad genera un efecto de «latigazo» hacia la superficie, el cual es capaz de lograr olas de magnitud impensable. Los análisis matemáticos indican que la velocidad es igual a la raíz cuadrada del producto del potencial gravitatorio (9,8 m/s²) por la profundidad. Para tener una idea, tomemos la profundidad habitual del océano Pacífico, que es de 4000 m. Esto daría una ola que podría moverse a unos 200 m/s, o sea, a 700 km/h. Y, como las olas pierden su fuerza en relación inversa a su tamaño, al tener 4000 m puede viajar a miles de kilómetros de distancia sin perder mucha fuerza.
Solo cuando llegan a la costa comienzan a perder velocidad, al disminuir la profundidad del océano. La altura de las olas, sin embargo, puede incrementarse hasta superar los 30 metros (lo habitual es una altura de 6 o 7 m). Los maremotos son olas que, al llegar a la costa, no rompen. Al contrario, un maremoto solo se manifiesta por una subida y bajada del nivel del mar de las dimensiones indicadas. Su efecto destructivo radica en la importantísima movilización de agua y las corrientes que ello conlleva, haciendo en la práctica un río de toda la costa, además de las olas 'normales' que siguen propagándose encima del maremoto y arrasando, a su paso, con lo poco que haya podido resistir la corriente.
Las fallas presentes en las costas del océano Pacífico, donde las placas tectónicas se introducen bruscamente bajo la placa continental, provocan un fenómeno llamado subducción, lo que genera maremotos con frecuencia. Derrumbes y erupciones volcánicas submarinas pueden provocar fenómenos similares.
La energía de los tsunamis se mantiene más o menos constante durante su desplazamiento, de modo que, al llegar a zonas de menor profundidad, por haber menos agua que desplazar, la altura del tsunami se incrementa de manera formidable. Un maremoto que mar adentro se sintió como una ola no perceptible, debido a su larga longitud de onda puede, al llegar a la costa, destruir hasta kilómetros tierra adentro. Las turbulencias que produce en el fondo del mar arrastran rocas y arena, lo que provoca daño erosivo en las playas que puede alterar la geografía durante muchos años.